# Čeložnice
Čeložnice (německy Czelloschnitz) je obec v okrese Hodonín v Jihomoravském kraji, 5 km severně od Kyjova, na jižním úpatí Chřibů. Obcí protéká Čeložnický potok, pramenící studánkou Kolomaznica v severní zalesněné části obce. Žije zde 414 obyvatel. Od roku 1999 je členem mikroregionu Moštěnka. U obce je rekreační oblast Pastviny s desítkami chat.
Sousedními obcemi sídla jsou Moravany, Koryčany, Kyjov a Kostelec.

## Název
Původní podoba jména vesnice zřejmě zněla Čelustnica, odvozená od přídavného jména čelustná (to od podstatného jména čelusť - "čelist"). Vesnice tak byla nazvána asi podle podoby. Hláskovým zjednodušením vznikl tvar Čeluznice doložený z 15. až 17. století, měkčením další tvar Čelužnice, jehož zakončení bylo přichýleno ke slovesu ložiti.

## Historie

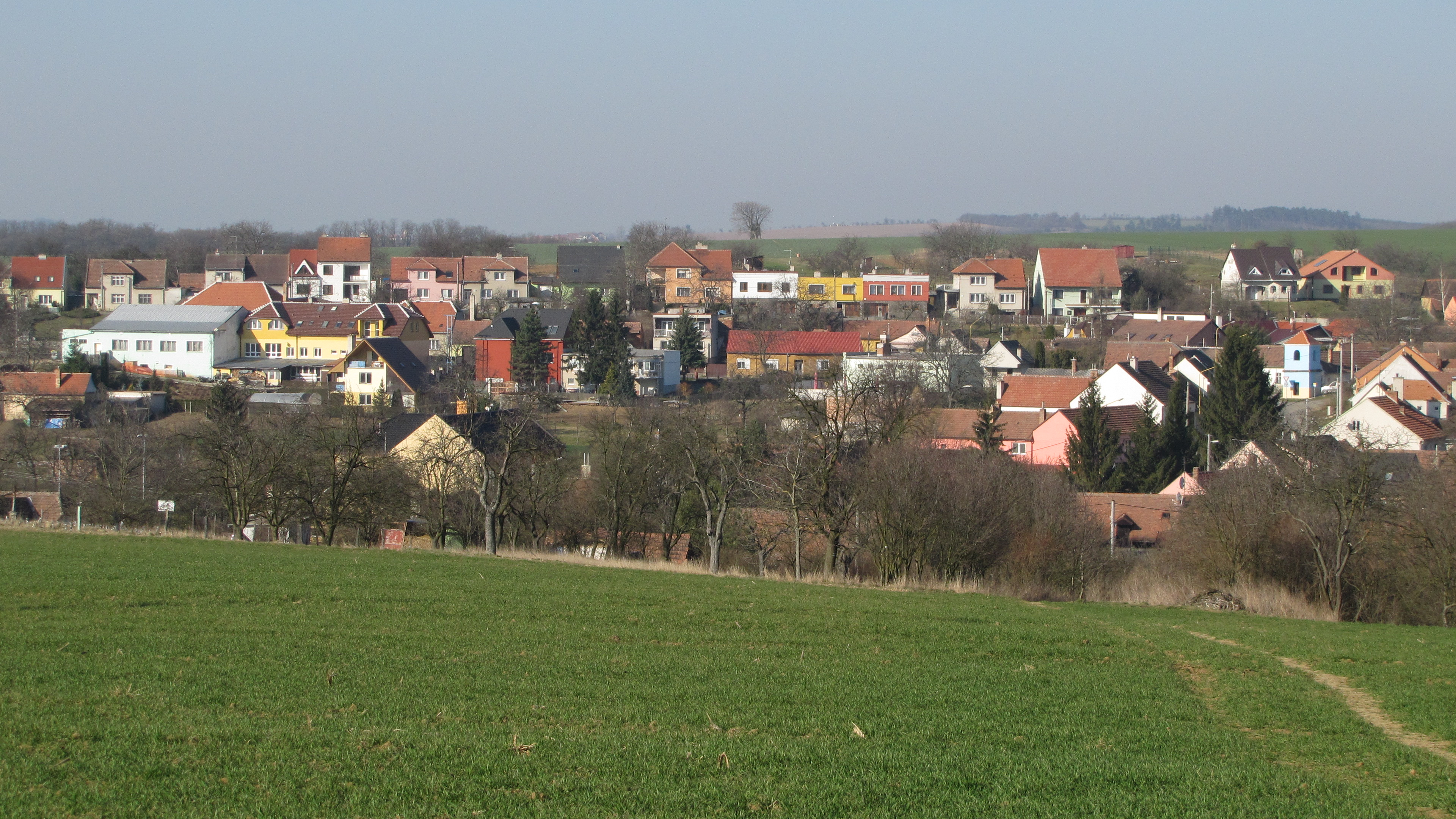
Pohled na obec od východu

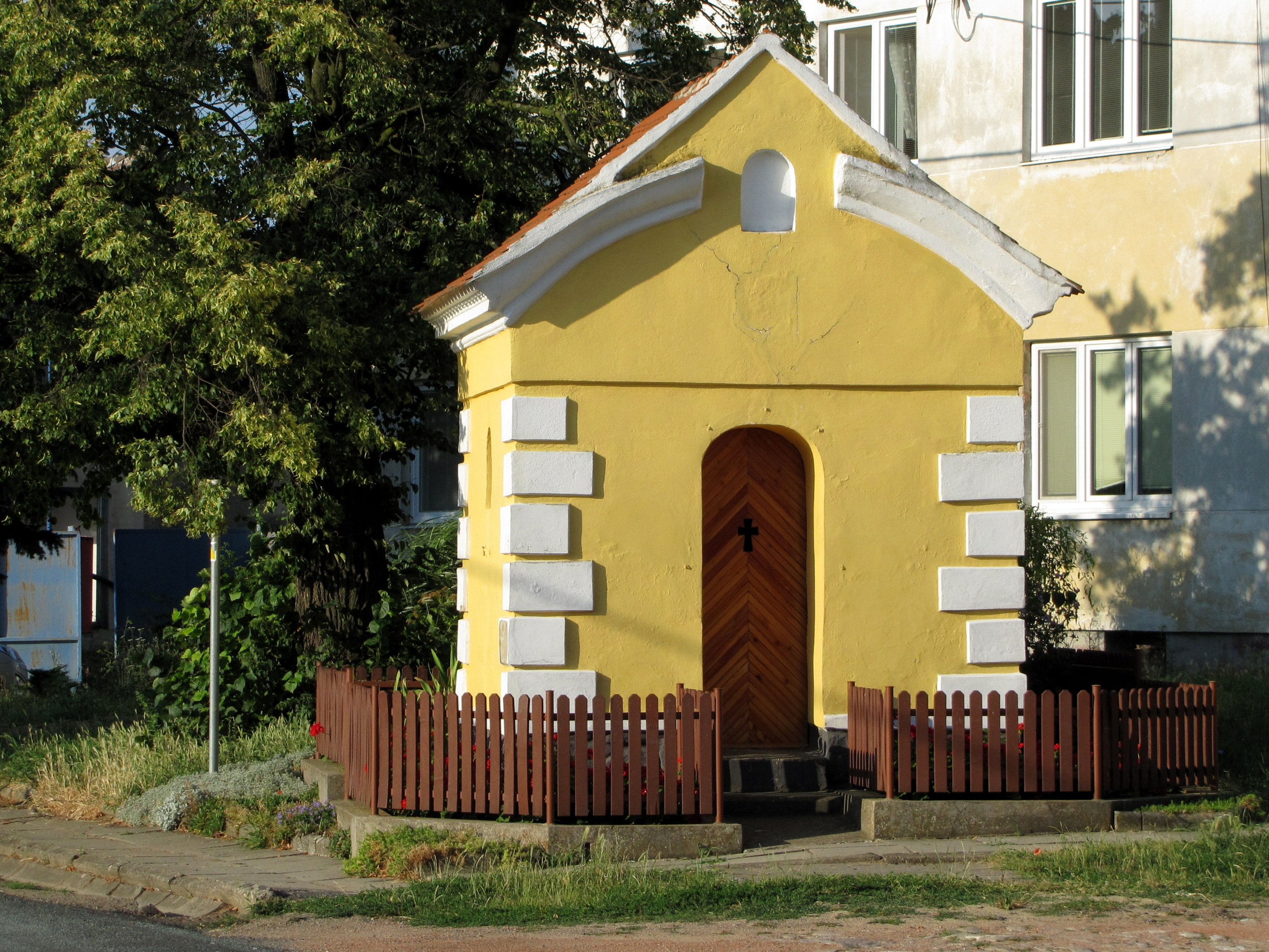
Kaple z roku 1873

Poprvé se obec vzpomíná v roce 1131 jako majetek olomouckého biskupského statku v Šitbořicích. V roce 1499 se ves stala majetkem Zástřizlů, kteří ji roku 1527 připojili k milotickému panství. V roce 1870 zde byla vystavěna cihelna. V roce 1897 postavil v obci jednotřídní školu za 12 000 K zednický mistr Eusebius Cibulka z Kyjova. Roku 1903 bylo na škole přistavěno patro a byla rozšířena na dvoutřídku. V letech 1898–1899 byla vystavěna silnice do Kostelce a 1912–1913 přímo v obci byla vybudována okresní silnice. Roku 1931 byl vybudován bazén ke koupání a obec byla elektrifikována. Na konci druhé světové války byly Čeložnice osvobozeny rumunskými vojáky 29. dubna 1945. Od roku 1947 je v obci telefon, 1949 místní rozhlas a družstevní prádelna. Společnost Moravské naftové doly v roce 2021 na katastru obce uskutečnila 2 585 metrů hluboký průzkumný vrt při hledání ložiska ropy a zemního plynu.
Na dnešním katastru obce bývala ves Hostašov, která se v roce 1499 uvádí jako pustá. Podle pozdější tradice bylo v Hostašově 17 domů a obyvatelé se živili výrobou kolomazi při pálení smrků. Pramen Čeložnického potoka a někdy i samotný potok je dodnes místními nazýván Kolomaznica.
Obecní kronika je vedena od roku 1926. Obecní vlajku a znak Čeložnice získaly 21. června 2018 rozhodnutím předsedy Poslanecké sněmovny Parlamentu České republiky. Vlajka i znak mají tři barevná pole (modré, žluté a zelené), na nichž jsou vyobrazeny černá lopata na červené násadě, vinný hrozen a stříbrný srp se zlatou rukojetí.

## Samospráva
Zastupitelstvo obce má 7 členů. Voleb do zastupitelstva v říjnu 2018 se účastnilo 188 (tj. 55,29 %) voličů. Kandidovalo pouze místní uskupení Sdružení nezávislých kandidátů. Starostou byl zvolen Jan Zbořil a místostarostou Ondřej Tihlařík.
Obec náleží do senátního obvodu č. 79 - Hodonín. Do roku 1960 patřila do okresu Kyjov.

## Obyvatelstvo
| Rok  | Počet obyvatel | Počet domů |
| ---- | -------------- | ---------- |
| 1869 | 379            | 87         |
| 1880 | 424            | 99         |
| 1890 | 427            | 104        |
| 1900 | 510            | 115        |
| 1910 | 554            | 114        |
| 1921 | 561            | 111        |
| 1930 | 519            | 128        |
| 1950 | 476            | 136        |
| 1961 | 562            | 132        |
| 1970 | 511            | 127        |
| 1980 | 466            | 128        |
| 1991 | 392            | 133        |
| 2001 | 379            | 131        |

Při sčítání lidu v roce 2011 se 34,8 % obyvatel přihlásilo k české národnosti a 44 % k moravské. 34,8 % se hlásilo k Římskokatolické církvi, 21,3 % bylo bez vyznání a 29,7 % vyznání neuvedlo. Průměrný věk byl 45,2 let.

## Doprava
První pravidelná autodoprava byla zavedena v dubnu roku 1928 firmou Slavík. Spojení bylo asi dvakrát týdně (v neděli a trhové dny) v ceně 5 Kč za dopravu tam i zpět. V roce 1950 zřídila na žádost obce pravidelné spojení s Kyjovem firma ČSAD. Do obce vede autobusová linka č. 729668 z Kyjova. V roce 2013 ze dvou autobusových zastávek v obci jezdilo do Kyjova 10 přímých spojů v pracovní dny a 6 spojů přes víkend. Z Kyjova je přímé železniční spojení s Brnem po trati č. 340 (tzv. Vlárská dráha). Do obce vede od jihu jediná veřejně přístupná silnice III/42214 ze sousedního Kostelce, do Moravan vede zpevněná a v zimě neudržovaná cesta.
Z Kyjova (5 km) vede polní cestou žlutě značená turistická trasa, která dále pokračuje po lesních cestách do Koryčan (7,5 km). Z Bohuslavic (4 km) vede zeleně značená trasa, která dále pokračuje přes rekreační oblast Kameňák (2 km) dále do Chřibů.

## Pamětihodnosti
- Zvonice v horní části obce postavena v roce 1854 na místě starší dřevěné zvonice. Z původní zvonice byl převzat zvon. Druhý zvon byl zakoupen v roce 1870 z kostela sv. Václava v Kostelci. V roce 1942 musel být zvon odevzdán při válečné sbírce kovů. O rok později obecní zastupitelstvo schválilo koupi nového zvonu.[12] Dříve se u zvonice každou neděli odpoledne od 16. května do 8. září konala pobožnost. V nice je kamenná socha Jana Nepomuckého z roku 1761. Na zdi jsou zhotoveny sluneční hodiny.
- Kaple z roku 1873 vystavěná manželi Křemečkovými[13]
- Kamenný kříž z roku 1802 v severní části obce
- Kříž před školou byl vysvěcen 21. listopadu 1897
- Pomník z roku 1920 s českým lvem vítězně stojícím na habsburské orlici a se jmény 16 padlých občanů Čeložnic v první světové válce. Stavbu pomníku provedla kyjovská kamenická firma Rudolf Petr. Později byla přidána pamětní deska připomínající osvobození obce 29. dubna 1945.
- Smraďavka – sirný pramen severně od obce, v údolí potoka. V přilehlé tůňce žije čolek horský. V roce 1921 zde bylo uvažováno o výstavbě lázní.[14]
- Kalíšek – Malá pískovcová skála ve tvaru kalicha severně od obce
- Chráněný strom jeřáb oskeruše

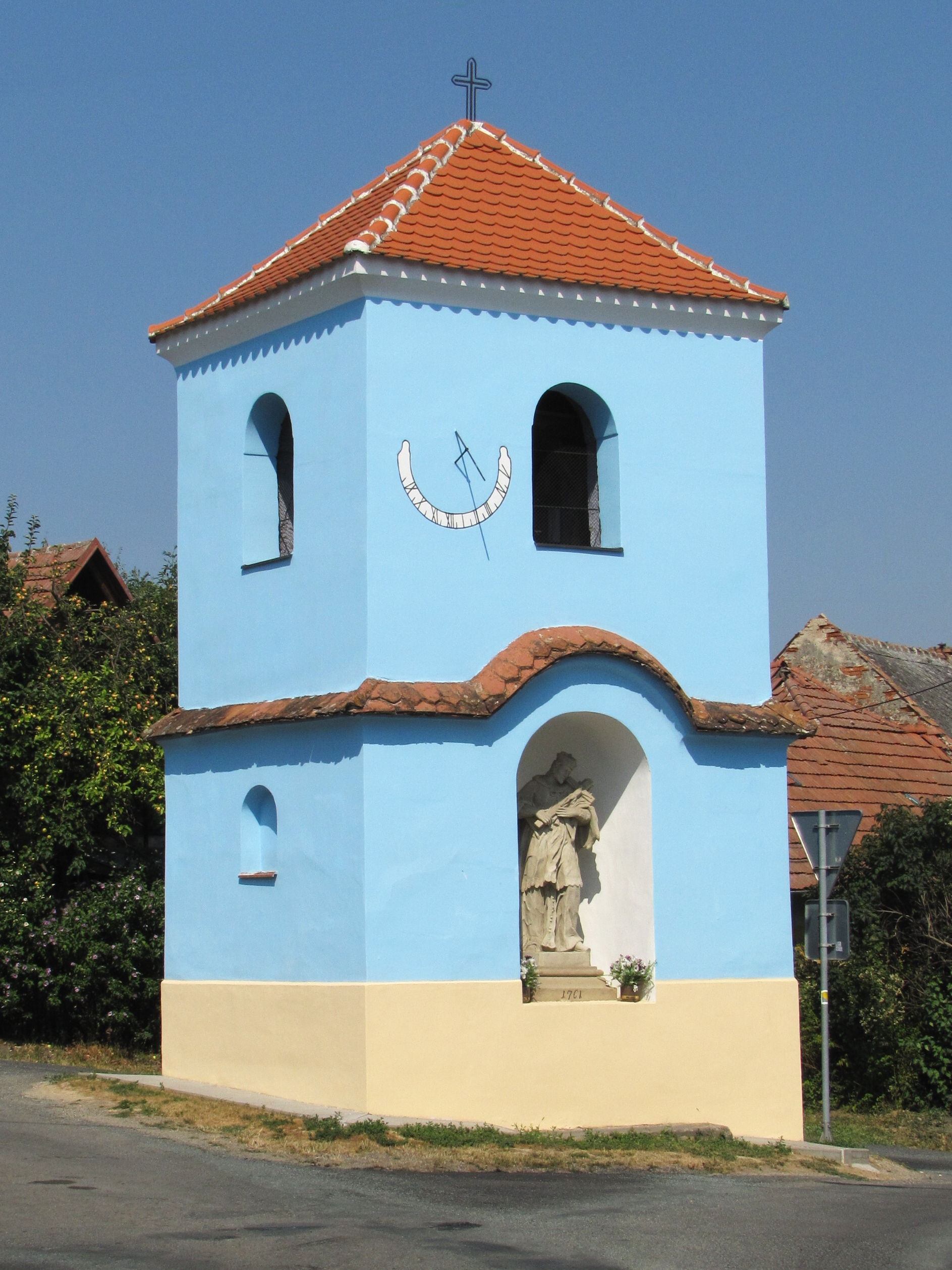
Zvonice
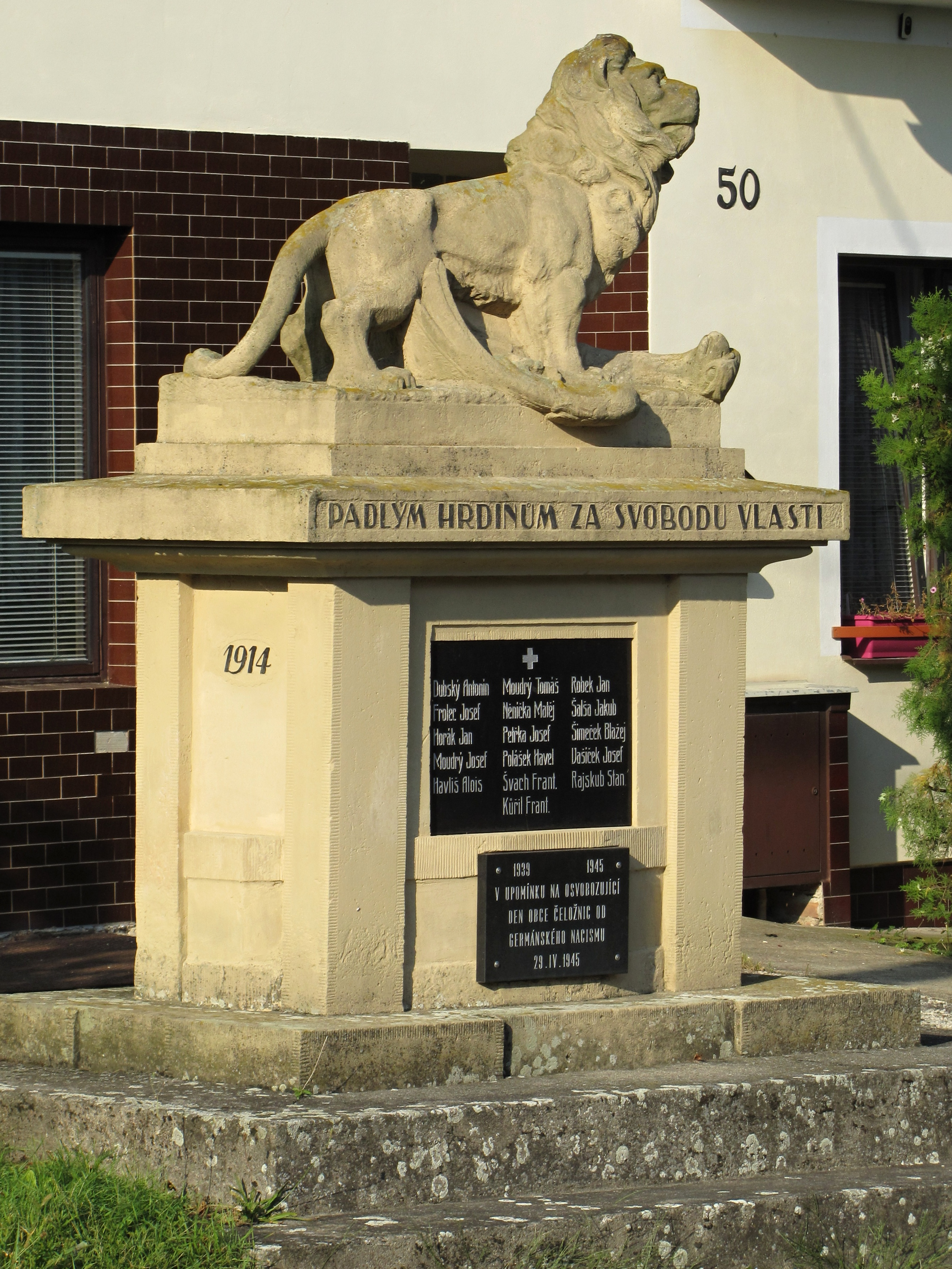
Pomník padlým
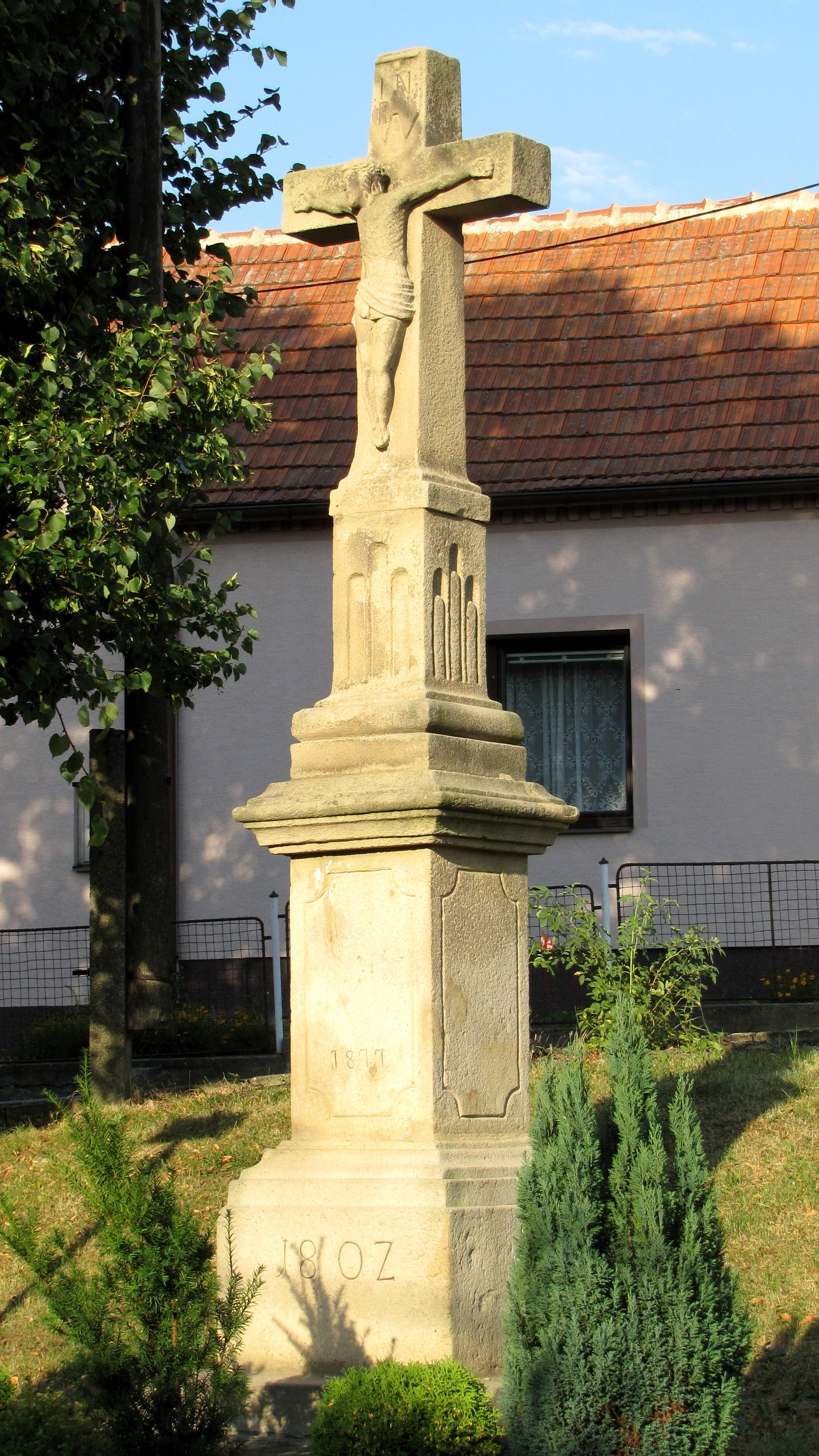
Kříž z roku 1877
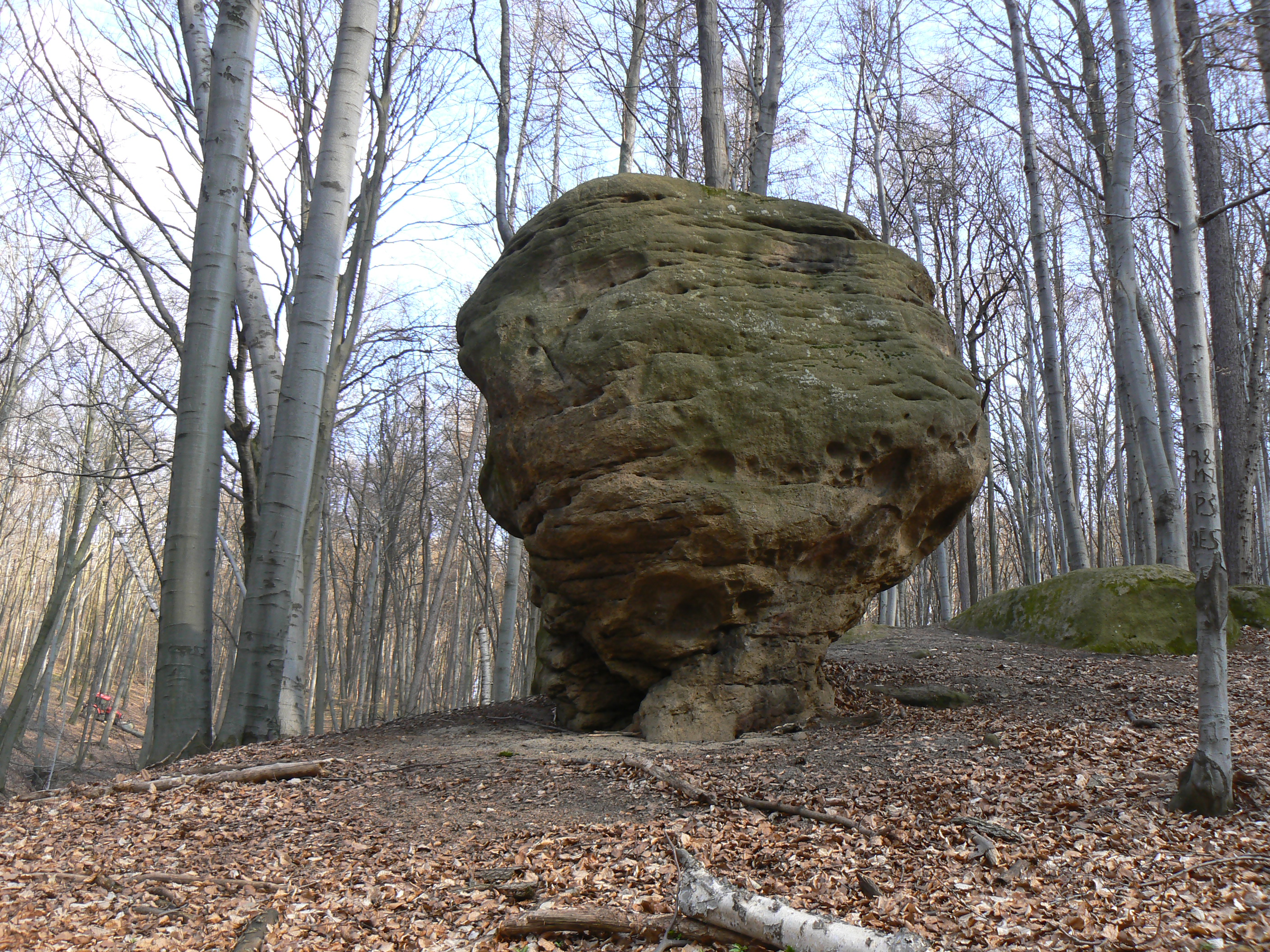
Kalíšek
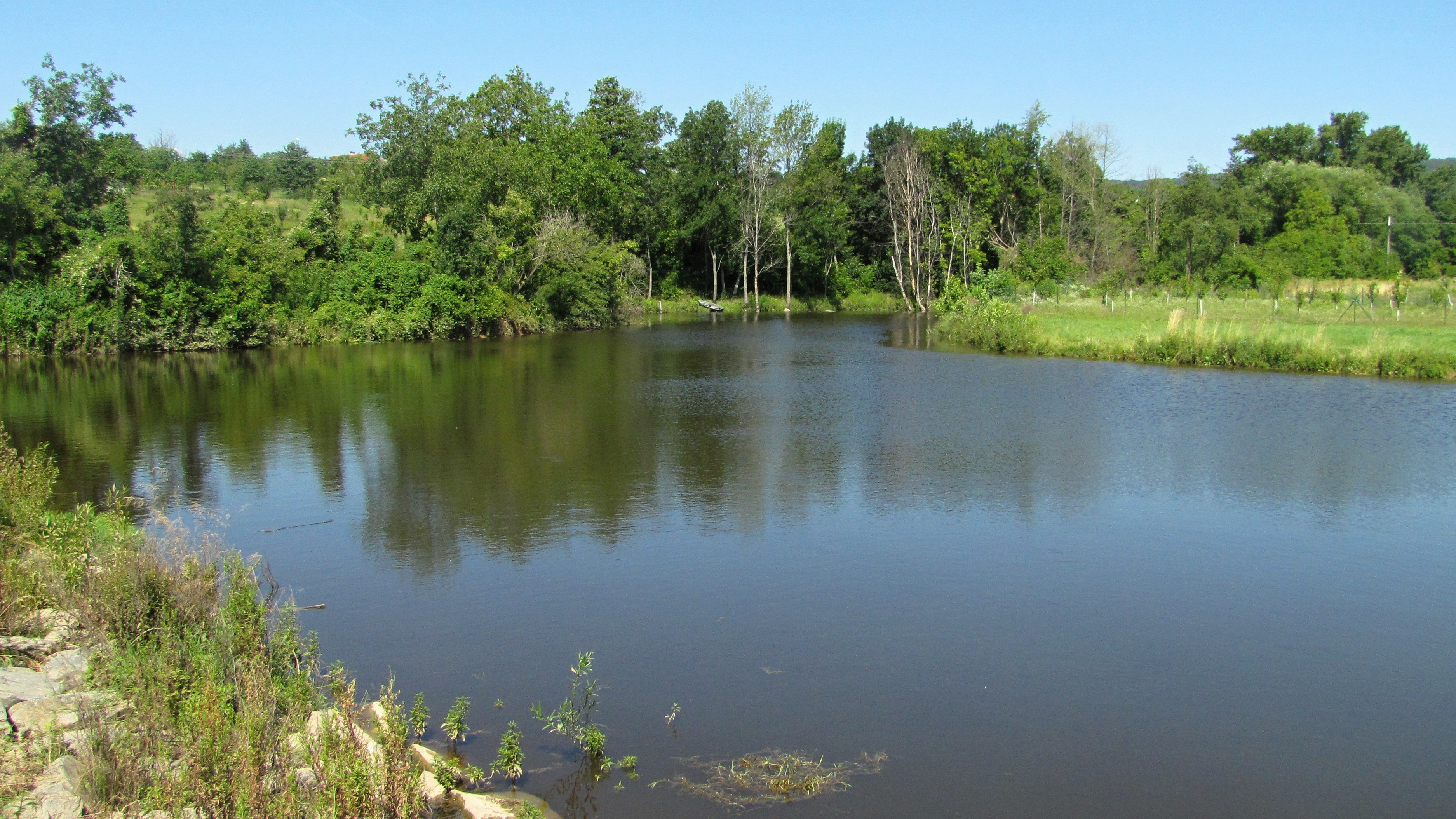
Nádrž na Čeložnickém potoce
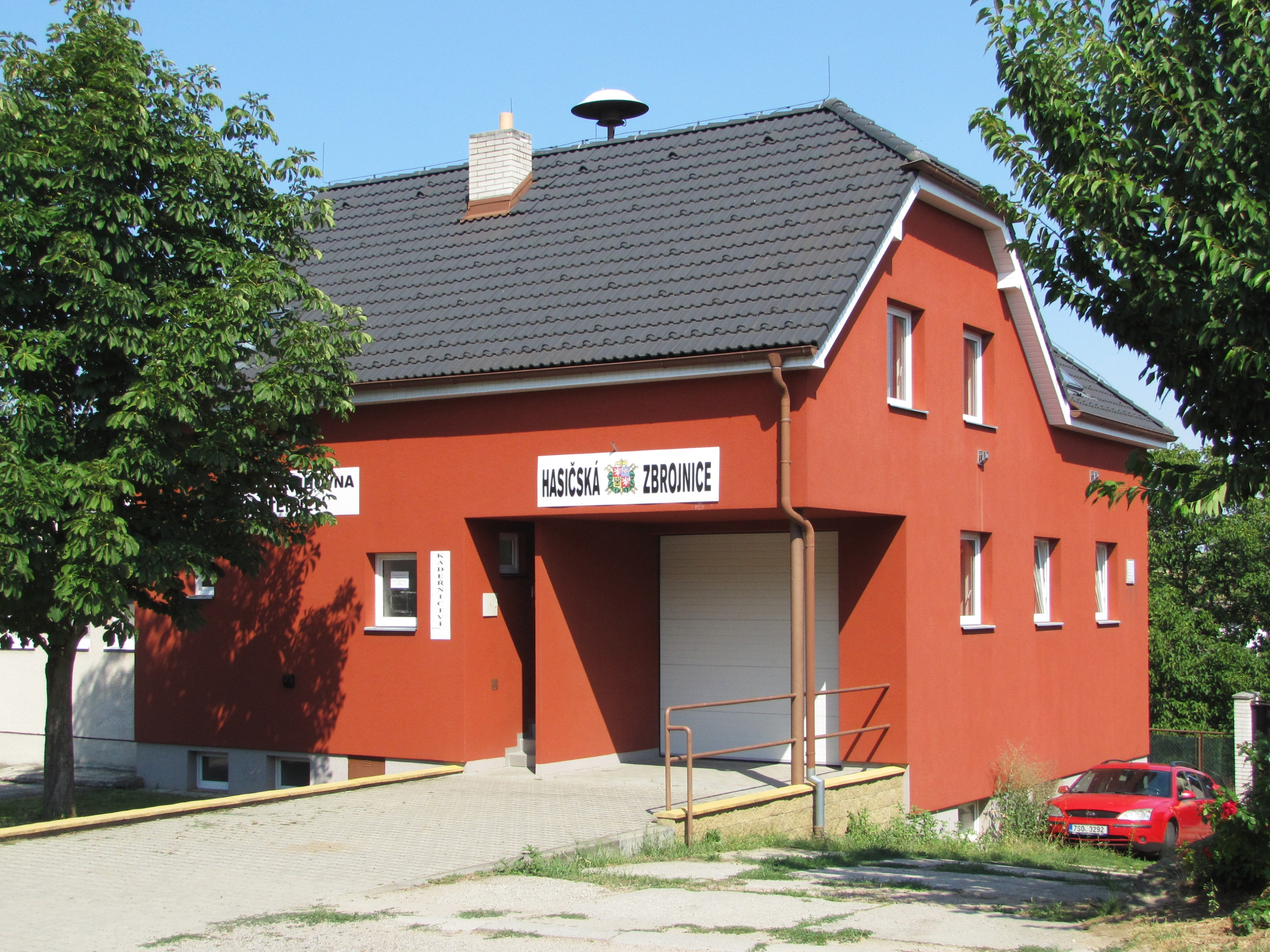
Požární zbrojnice a knihovna